# Каменное (Нагорский район)
Каменное — деревня в Нагорском районе Кировской области в составе Метелевского сельского поселения.

## География
Находится на расстоянии примерно 45 километров по прямой на запад-северо-запад от районного центра посёлка Нагорск.

## История
Упоминалась с 1915 года как починок Камешный. В 1926 году было учтено дворов 8 и жителей 45, в 1950 — 10 и 36. В 1989 году учтено 23 жителя.

## Население
Постоянное население составляло 3 человека (русские 2, мари 1) в 2002 году, 1 в 2010.